# Зімін (Польща)
Зімін (пол. Zimin, нім. Wintersdorf) — село в Польщі, у гміні Клещево Познанського повіту Великопольського воєводства.
Населення — 302 особи (2011).
У 1975-1998 роках село належало до Познанського воєводства.

## Демографія
Демографічна структура станом на 31 березня 2011 року:
|          | Загалом | Допрацездатний вік | Працездатний вік | Постпрацездатний вік |
| -------- | ------- | ------------------ | ---------------- | -------------------- |
| Чоловіки | 154     | 42                 | 99               | 13                   |
| Жінки    | 148     | 38                 | 80               | 30                   |
| Разом    | 302     | 80                 | 179              | 43                   |